# دورافتاده
دورافتاده (به انگلیسی: Cast Away) نام فیلمی بقا درام محصول سال ۲۰۰۰، فاکس قرن بیستم و دریم‌ورکس به کارگردانی رابرت زمکیس و با بازی تام هنکس و هلن هانت است. این فیلم در مورد یک مأمور پُست شرکت فدکس است که بر اثر سقوط هواپیمایش، ۴ سال در یک جزیره به تنهایی زندگی می‌کند. تام هنکس برای این فیلم علاوه بر ورزش و بدنسازی دست به رژیم غذایی سختی زد و نزدیک به ۲۵ کیلوگرم (۵۰ پوند) وزن کم کرد تا چهره واقعی‌تری را از یک فرد دورافتاده در یک جزیره تنها به اجرا گذشته باشد. دور افتاده بسیار مورد تحسین منتقدین قرار گرفت و یک موفقیت تجاری به حساب می‌آمد و تام هنکس برای عملکرد درخشانش، نامزد جایزه اسکار بهترین بازیگر نقش اول مرد در هفتاد و سومین دوره جوایز اسکار شد.

## داستان

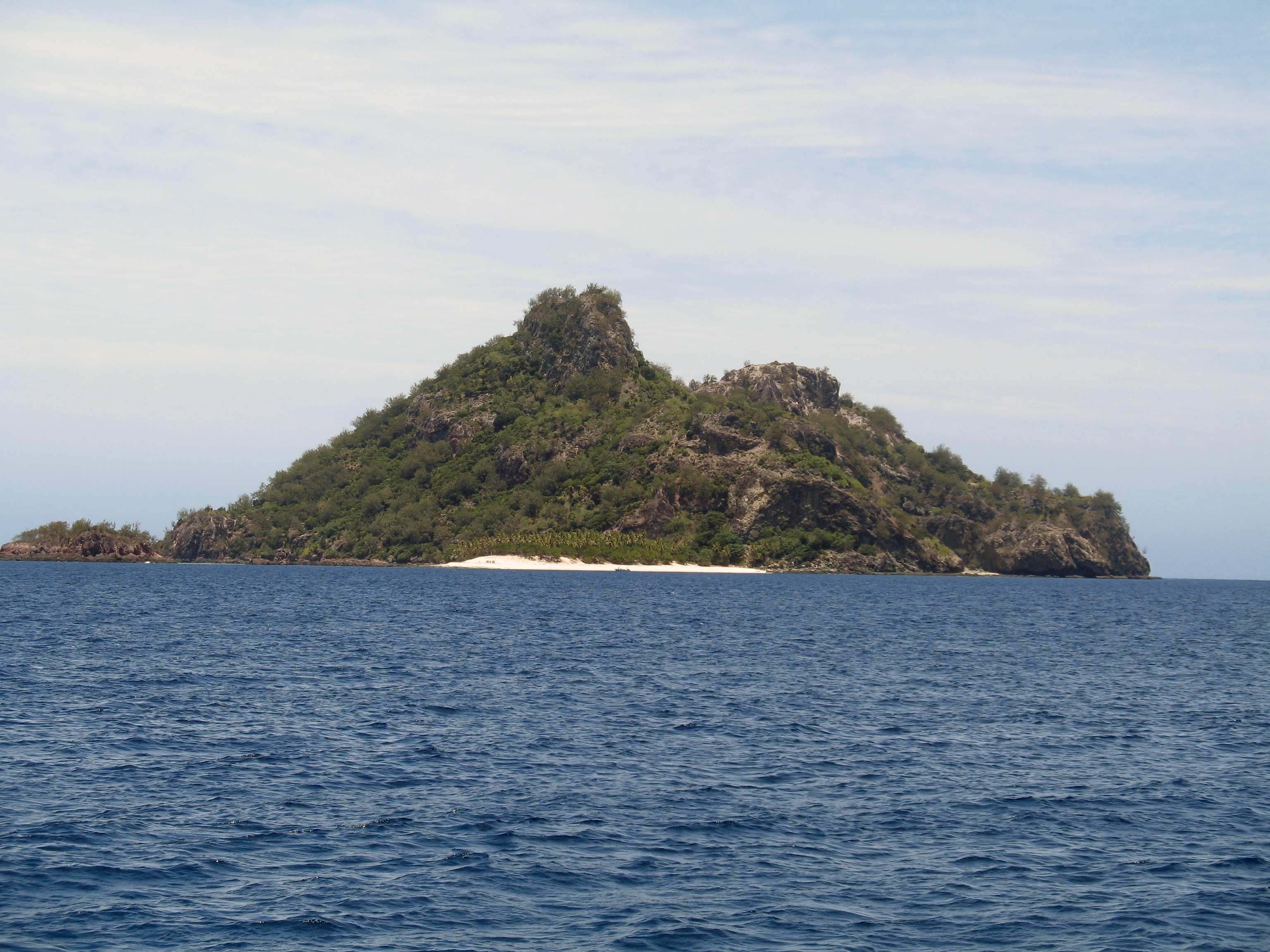
بخش زیادی از فیلمبرداری فیلم دورافتاده در جزیره مونوریکی انجام شد.

چاک نولاند تحلیل‌گر سیستم شرکت پستی فدکس است که به سرتاسر جهان سفر می‌کند و در پی حل مشکلات بهره‌وری در انبارهای این شرکت است. او رابطه بسیار نزدیکی با کلی فریرز دارد و با او در ممفیس زندگی می‌کند. آن‌ها قصد دارند که با هم ازدواج کنند، ولی سر چاک خیلی شلوغ است و این فرصت ایجاد نمی‌شود. چاک جشن کریسمسی که با حضور اقوام برگزار می‌شود را نیمه کاره رها می‌کند زیرا برای حل یک مشکل در خارج از کشور باید اقدام کند. در فرودگاه، دو زوج هدیه‌های کریسمس را به همدیگر می‌دهند. کلی به چاک ساعت جیبی پدربزرگش را می‌دهد که عکس خودش هم در آن است و چاک به او ظاهراً یک انگشتر می‌دهد که به او هم می‌گوید که در روز کریسمس آن را باز کند، بعد از اینکه او برگشت. زمانی که هواپیما در آن شب طوفانی بر فراز اقیانوس آرام جنوبی در حال پرواز است توسط رعد و برق مورد اصابت قرار می‌گیرد که در نتیجه هواپیما در اقیانوس سقوط می‌کند. چاک از هواپیمای غرق شده بیرون می‌آید و خود را با یک قایق بادی، نجات می‌دهد و برای مدتی در آن هوای طوفانی بر روی آب شناور می‌شود تا به جزیره‌ای می‌رسد.
بزودی معلوم می‌شود که جزیره خالی از سکنه است. چاک خیلی زود شروع به ساخت نشانه‌هایی بصری برای هر گونه هواپیما می‌کند و تلاش‌های او برای فرار با قایق نجاتش بی‌ثمر می‌ماند. بعد از اینکه چندین بسته شرکت پستی فداکس به جزیره می‌رسند، چاک شروع به بازکردن آن‌ها می‌کند و به دنبال چیزی می‌گردد که به زنده ماندش کمک کند. او تعدادی وسایل مفید را در آن‌ها پیدا می‌کند و یک بسته را که روی آن تصویری از دو بال باز نشده کشیده شده‌است را باز نمی‌کند. چاک تلاش زیادی را برای درست کردن آتش صرف می‌کند و موفق نمی‌شود و دستش زخم بزرگی برمی‌دارد. او با عصبانیت چندین چیز را از جمله یک توپ والیبال ویلسون را که در یکی از همان بسته‌ها بود را به این طرف و آن طرف پرت می‌کند. از آنجایی که دست او خونی بوده، جای دستش روی آن توپ می‌ماند. چاک عکس یک صورت را روی آن توپ می‌کشد و او را «ویلسون» می‌نامد و تصمیم می‌گیرد که با او حرف بزند.
بعد از تلاش‌های بسیار چاک موفق می‌شود که آتش درست کند. در اینجا فیلم چهار سال به جلو می‌رود و چاک را نشان می‌دهد که به شدت لاغر و ریش و مویش بلند شده است و با مهارت یک ماهی را شکار می‌کند و آن را به صورت خام می‌خورد. مشخص می‌شود که در این فاصله زمانی نه تنها برای زندگی در محیط جزیره بسیار خبره شده است بلکه پیوستگی عمیقی بین او و ویلسون به وجود آمده و مرتباً با آن توپ حرف می‌زند و زمانی که آن را گم می‌کند بسیار ناراحت می‌شود و با زحمت بسیار آن را می‌یابد.
بعد از آن دریا یک ورقه پلاستیکی بزرگ که به نظر می‌رسد در توالت است را برای او به ارمغان می‌آورد و چاک تصمیم می‌گیرد که یک کلک بسازد و از آن به عنوان بادبان استفاده کند. او زمان زیادی را صرف ساخت کلک می‌کند و وسایلی از قبیل غذا، تجهیزات ماهیگیری، پارو و آن بسته باز نشده را در آن می‌گذارد و تصمیم می‌گیرد زمانی که هوا مساعد شد حرکت کند، چاک آن کلک را به دریا می‌اندازد و از آن جزیره فرار می‌کند. پس از مدتی، اقیانوس دچار طوفان می‌شود و کلک به‌طور جدی آسیب می‌بیند و نهایتاً ویلسون نیز گم می‌شود و تلاش‌های چاک برای برگرداندن او بی‌نتیجه می‌ماند. پریشان و درمانده چاک خود را به دست تقدیر می‌سپارد و پاروهای خود را به آب می‌اندازد و دیگر تلاشی نمی‌کند. او کمی بعد در حالی که نیمه جان و آفتاب سوخته شده توسط یک کشتی باری نیوزلندی نجات می‌یابد. زمانی که او در راه سفر به خانه است در می‌یابد که همه فکر می‌کرده‌اند که او مرده بوده‌است؛ خانواده‌اش و دوستانش برایش مراسم ختم گرفته بودند و کلی هم ازدواج کرده و دختری هم دارد. بعد از اینکه دو زوج همدیگر را می‌بینند، اظهار می‌کنند که همدیگر را دوست دارند ولی می‌دانند که با هم بودنشان غیرممکن است؛ آن‌ها از هم جدا می‌شوند و کلی به چاک ماشینش را که برایش نگه داشته بوده‌است را می‌دهد. چاک سپس به آدرس آن بسته باز نشده می‌رود تا آن را به صاحبش بدهد. خانه خالی است و چاک آن را دم در می‌گذارد و می‌رود و سر چهار راه توقف می‌کند. زنی که سوار یک ماشین بزرگ است و در حال عبور از آنجاست به او می‌گوید که هر راه به کجا می‌رود. زمانی که زن می‌رود چاک سر چهارراه می‌ایستد و سعی می‌کند که تصمیم بگیرد از کدام راه برود. او سپس عکس دو بال را که در پشت ماشین آن زن نقش بسته‌است می‌بیند: مشابه همان بال‌هایی که بروی آن بسته پستی بود. فیلم با لبخند کم‌رنگ چاک به پایان می‌رسد در حالی که چشمانش آن ماشین را تعقیب می‌کند.

## مکان فیلمبرداری
بیشتر داستان فیلم در جزیره مونوریکی - یکی از جزیره‌های «مامانوکا» - متعلق به مجمع الجزایر فیجی فیلمبرداری شده‌است. پس از اکران فیلم این جزیره به یک مکان گردشگری تبدیل شد.
در فیلمنامه پس از بازگشت چاک، کلی به او می‌گوید که او با کمک کلکی که ساخته بود نزدیک به ۵۰۰ مایل (۸۰۰ کیلومتر) روی آب شناور بوده و اینکه جزیره او تقریباً در ۶۰۰ مایلی (۹۶۰ کیلومتری) جنوبی جزایر کوک قرار گرفته‌است. در صورتی که در واقعیت بین جزایر کوک و قطب جنوب هیچ جزیره‌ای وجود ندارد.

## ویلسون

توپ والیبال ویلسُن

در طیِ ۴ سال اقامت در جزیره، تنها دوستِ نولاند یک توپِ والیبالِ انسان‌انگاری شده به‌نامِ ویلسون بود.